# Политика Южного Судана
С 2005 по 2011 год Южный Судан был автономным регионом в Республике Судан. Автономный регион был образован по результатам мирного соглашения между Народной армией освобождения Судана и центральным правительством Судана. Правительство Южного Судана было создано 9 января 2005 года. Джон Гаранг был избран первым президентом, в этой должности он оставался до самой своей смерти. Его преемником стал Салва Киир.

## Референдум
В декабре 2005 года была принята Конституция Южного Судана. Салва Киир был переизбран на президентских выборах 2010 года. С 9 по 12 января 2011 года был проведён Референдум о независимости Южного Судана. Около 96 % избирателей высказались за независимость от Судана. Официальное провозглашение независимости состоялось 9 июля 2011 года.

## Правительство
Законодательная власть осуществляется через парламент Южного Судана, который состоит из 170 членов. Штаб-квартира парламента расположена в столице Джубе. В настоящее время правящая партия Народная армия освобождения Судана занимает 70 % мест в парламенте (112 депутатов из 170). Исполнительная власть осуществляется через правительство Южного Судана, которое состоит из президента, вице-президента и 31 министра.

## Безопасность
Безопасность и оборона границ суверенного государства были переданы вооружённым силам Южного Судана, которые были официально основаны 9 июля 2005 года на основе Найвашского соглашения, подписанного между правительствами Южного и Северного Судана. 